# 남극석
남극석 (Antarcticite, 앤탁티사이트)는 할로겐 광물의 한 종이다. 상온에서 융해되는 것을 특징으로 하는 무기물의 한 종으로 알려져 있다.

## 성분 및 종류
남극석은 할로겐화물로, 염화칼슘 6수화물의 화학적 조성을 갖는다. 자연적으로 생성되는 염화칼슘 광물은 남극석 이외에는 2수화물인 신자라이트 (Sinjarite) 밖에 알려져 있지 않다. 또한, 이 두 가지 중 어느 한 종류로 분류될 가능성이 있는 통칭 하이드로필라이트(Hydrophilite)가 있다.
| 원소명 | 남극대륙 돈 후안 호 | 미국 브리스톨 호수 | CaCl2・6H2O |
| ------ | ------------------- | ------------------ | ----------- |
| Ca     | 17.5                | 17.25              | 18.29       |
| Na     | 0.34                | 0.30               |             |
| Mg     | 0.41                | 0.015              |             |
| K      | 0.008               |                    |             |
| Fe     |                     | 0.003              |             |
| Al     |                     | 0.002              |             |
| Si     |                     | 0.003              |             |
| Cl     | 32.7                | 33.14              | 32.37       |
| H2O    | 49.2                | 49.27              | 49.34       |
| 총합   | 100.1               | 99.98              | 100.00      |

## 생성지
남극석은 이름대로 남극 대륙이 최초 발견지이다. 주로 아래의 지역에서 자연 생산된다.
- 남극 빅토리아랜드 돈 후안 연못 (원산지)[7]
- 미국 캘리포니아 브리스톨 레이크
- 남아프리카 공화국 림포포 주 Driekop 광산

이외에 러시아에서 2곳, 호주와 중화인민공화국의 1곳에서 각각 발견되었다. 또한 바하마, 캐나다, 노르웨이에서도 자연 생성중일 가능성이 있다.
지구 외에는 화성의 컬럼비아 힐스에서 화성 탐사기 스피릿의 조사 중 발견되었다.

## 이름
남극석은 앞서 언급한 대로 1963년에 일본의 탐험가 도리 데츠야가 남극 대륙의 돈 후안 연못에서 발견하여 발견지의 이름을 따 돈후아나이트(Donjuanite)라는 이름으로 등록을 신청하였다. 그러나 "돈 후안"의 발음이 스페인의 전설의 플레이보이 돈 후안과 같았기 때문에 기각되었다. 고사카 조요는 자신의 은사 미나미 에이치의 이름을 따 남석(南石)이란 이름을 지으려 했으나 미나미 교수가 거절하여 1965년에 남극석으로 등록되었다. 남석이라는 이름은 미나미 교수 사망 후 고사카가 만자 온천에서 발견한 광물의 이름이 되었다. 한편, 돈 후안 연못의 이름은 돈 후안이 아니라 발견자 돈 로에(Don Roe)와 존 히키(John Hickey)를 기념해 지어진 이름이다.

## 성질 및 특징
남극석의 녹는점은 약 25°C로 그 이상이 되면 액체화하는 광물이다. 상온에서 녹는 광물은 녹는점이 0°C인 얼음(Ice), -38°C인 수은(Mercury) 뿐이므로 이는 매우 특이한 경우이다. 유사 이래부터 알려져 온 이들 두 가지와 다르게 새로운 광물로서 발견된 경우는 남극석이 처음이다. 광물은 고체 결정물질로 정의되어 있지만 남극석이 발견된 장소가 저온 환경이어서 고체인 상태로 생산되기 때문에 해당 정의와 충돌하지 않는다.
남극석은 천연 환경에서 최대 15cm의 침상 결정 형태로 생성된다. 모스 경도는 2~3이며 부드러운 유리질 광택이 있다. 고체, 액체 상태에서 모두 무색 투명한 색상을 띤다. 질량의 절반은 물로 구성되며 비중은 1.7로 상당히 가볍다. 고습도 대기 중에서 용해되며 50°C 이상에서는 탈수되어 4수화물이 된다.
원산지인 남극의 빅토리아랜드에 있는 돈 후안 연못은 염분 농도가 40%에 달하는 염호이며 수온은 -30℃에 달하고 -51.8°C에서 점차 얼어붙는다. 물에는 1kg 당 413g(3.72mol)의 염화칼슘 및 29g(0.50mol )의 염화나트륨이 포함되어 있다. 돈 후안 연못의 남극석은 호수가 저온화되거나 증발할 때 침전물으로서 결정화된 것이다. 이 결정에는 -0.1°C 이하의 저온 환경에서만 안정적으로 존재하는 광물인 가수암염(Hydrohalite・NaCl・2H2O)이 포함되어 있다. 미국 브리스톨 호수에서 생성되는 남극석은 침전물에 의한 것으로 생각되며 소금, 석고, 천청석과 함께 생성된다. 또한 남아프리카 공화국의 Driekop 광산에서는 석영 결정에 포함된 유체포유물(Fluid inclusions)에 포함되어 있다.

## 용도 및 가공법
남극석은 희귀하게 생성되므로 직접적인 용도는 없다. 그러나 녹는점이 약 25°C인 신기함과 그 희귀함에 더불어 광물 표본으로서 판매되고 있다. 그러나 여기서 거래되는 남극석은 채집이 제한되는 원산지 남극 대륙이 아니라 미국 브리스톨 호수에서 생성된 것들이다. 상온에서 액체화되므로 보통 병에 담아 판매한다.

## 참고 문헌
호리 히데미치 저 "재미있는 광물학" (1990년) ISBN4-7942-0379-9

## 같이 보기
- 염화칼슘